# MTV Hard Rock Live
MTV Hard Rock Live är ett album från 2005 av Simple Plan. MTV Hard Rock Live är inspelad på Hard Rock Cafe i Orlando, Florida. Simple Plan plockar sex av låtarna från sitt debutalbum, No Pads, No Helmets...Just Balls (2002), och sju av låtarna från Still Not Getting Any... (2004) - med stor entusiasm. Livekänslan är högst påtaglig.

## CD
CD-versionen innehåller tretton livelåtar och en bonuslåt - en akustisk version av "Crazy". 

### Låtlista
| Nr  | Titel                                     |      |
| --- | ----------------------------------------- | ---- |
| 1.  | "Shut Up!"                                | 4:19 |
| 2.  | "Jump"                                    | 4:32 |
| 3.  | "The Worst Day Ever"                      | 4:21 |
| 4.  | "Addicted"                                | 4:15 |
| 5.  | "Me Against the World"                    | 3:47 |
| 6.  | "Crazy"                                   | 4:58 |
| 7.  | "God Must Hate Me"                        | 4:02 |
| 8.  | "Thank You"                               | 5:40 |
| 9.  | "Welcome to My Life"                      | 4:52 |
| 10. | "I'm Just a Kid"                          | 5:08 |
| 11. | "I'd Do Anything"                         | 4:45 |
| 12. | "Untitled (How Could This Happen To Me?)" | 4:24 |
| 13. | "Perfect"                                 | 5:46 |

### Bonuslåt
| Nr  | Titel   | Version          |      |
| --- | ------- | ---------------- | ---- |
| 14. | "Crazy" | Akustisk Version | 3:58 |

## DVD
DVD-versionen innehåller, precis som CD-versionen, 13 livelåtar, men tre bonuslåtar - "Crazy", "Welcome to My Life" och "Perfect" i akustiska versioner. Den innehåller också en DVD med hela konserten.

### Låtlista
| Nr  | Titel                                     |
| --- | ----------------------------------------- |
| 1.  | "Shut Up!"                                |
| 2.  | "Jump"                                    |
| 3.  | "The Worst Day Ever"                      |
| 4.  | "Addicted"                                |
| 5.  | "Me Against the World"                    |
| 6.  | "Crazy"                                   |
| 7.  | "God Must Hate Me"                        |
| 8.  | "Thank You"                               |
| 9.  | "Welcome to My Life"                      |
| 10. | "I'm Just a Kid"                          |
| 11. | "I'd Do Anything"                         |
| 12. | "Untitled (How Could This Happen To Me?)" |
| 13. | "Perfect"                                 |

### Bonuslåtar
| Nr  | Titel                | Version          |      |
| --- | -------------------- | ---------------- | ---- |
| 14. | "Crazy"              | Akustisk Version | 3:58 |
| 15. | "Welcome to My Life" | Akustisk Version | 3:35 |
| 16. | "Perfect"            | Akustisk Version | 4:06 |